# Israelvis
Israelvis es una banda de rock alternativo noruega originaria de Trondheim, formada en 1988 por miembros de Angor Wat, una banda de punk que se ddesintegró.

## Historia
En el primer año (1988), la banda estaba formada por Tor Egil "Gillo" Ingebrigtsen (bajo), Viggo Mastad (guitarra), Bård Noodt (voz), y Jens-Petter Wiig (batería). Para el momento del lanzimento del segundo álbum Half Past Heaven (1990), Noodt ya no estaba con el grupo, y Mastad se había hecho cargo de la voz principal en lo que sería un trío. Más tarde el guitarrista Morten Skjørholm (desde 1994 hasta la actualidad) y el teclista y productor Trude Midtgaard (desde 1994 hasta 2005) también se unirían al grupo.
Israelvis se convirtió en una de las bandas alternativas más importantes de Noruega en la década de los noventa. Su álbum debut fue lanzado en 1989, titulado Heart to Heart Politics. Un año después la banda lanzó Half Past Heaven (1990), el EP We Only Live Twice (1992), y alcnazaría un gran suceso con el álbum Albino Blue en 1993, trabajo en el colaboró directamente la cantante Kari Rueslåtten.
Los siguientes álbumes Church of Israelvis (1994) y Eurosis (1996) se convirtieron en los favoritos de los fanes, y en 2005 la banda lanzó su último álbum hasta el momento, The Israelvis Effect.
Aunque la controversia que rodea el nombre de la banda ha seguido a través de su carrera, no fue hasta el lanzamiento de su miniálbum Church of Israelvis en 1995, que la polémica tuvo un mayor efecto. La portada, que muestra a un joven Elvis Presley con una estrella de David sangrienta en la frente fue prohibida en Alemania, obligando a la banda a hacer una nueva cubierta para el mercado de ese país. En su lugar, se utilizó una imagen alternativa de lo que parece a Jesucristo con un signo de dólar pintado con sangre en la frente, convirtiéndose en la versión alemana de la cubierta frontal. El álbum también tuvo apariciones de Steve Ignorant de Crass y Katja Osvold de la banda noruega de hardcore punk Life... But How To Live It?
El sonido de Israelvis puede ser descrito como una adición de guitarra afilada al estilo de hardrock / metal, con letras irónicas y políticamente cargadas. Su estilo fue influenciado por diversos géneros, como el punk, metal, jazz, electrónica, mambo y otros sonidos brique-a-braques. La música de la banda ha sido descrita como de vanguardia, impredecible, y sin concesiones.
Durante los años 90, la banda tuvo un éxito significativo en la escena musical alternativa en Noruega y Alemania, aunque conoció un declive a mediados de la década del 2000.
Durante el verano de 2010 la banda se reunió para un único concierto en el festival Pstereo en Trondheim, Noruega, y también aprovechó la oportunidad para grabar el sencillo "Random City", con Katja Benneche Osvold en la voz principal. Este tema es la última grabación de Israelvis hasta la fecha, sin que se tengan mayores noticias de la agrupación.

## Miembros
- Tor Egil Ingebrigtsen - bajo
- Morten Skjørholm - guitarra
- Jens-Petter Wiig - batería
- Viggo Mastad - voz y guitarra
- Trude Midtgaard - teclados

## Discografía

### Álbumes de estudio
- Heart to Heart Politics (1989)
- Half Past Heaven (1990)
- Albino Blue (1993)
- Church of Israelvis (1995)
- Eurosis (1996)
- The Israelvis Effect (2005)

### EP y sencillos
- Sweet Bird of Truth (1989)
- We Only Live Twice (1992)
- Bitter Lennon (1992)
- Mutilation (1993)
- Random City, feat Katja (2010)

### Colaboraciones y recopilacioens
- «Dyrevise» – Ellediller og Krokofanter (1996)
- «Mine klamme hender» – Det beste til meg og mine venner: En hyllest til Joachim Nielsen (2005)